# 메하디 미르다부디
메하디 미르다보우디(페르시아어: مهدی میرداوودی), (Mehdi Mirdavoudi)는 이란의 스트롱맨, 권투, 킥복싱 선수다. 1977년 9월 11일생으로, 이란에서 태어났다. 주 베이스는 복싱이다. 키 200cm에 체중은 145kg로 헤비급에서 육중한 체격이다. 서울에서 열린 2006 아시아GP 토너먼트에 잠시 얼굴을 비추었다. 상대인 무라드 보우지디와 붙었지만 결국 판정으로 패하게 되었다. 그의 복싱 타이틀은 이란 국내 복싱선수권 1위를 2번씩 하여 총 2개의 복싱 타이틀을 보유한 바가 있다.

## K-1 타격 전적
- 1전 0승 1패(0 KO)

| 경기일자       | 상대            | 결과 | 내용    | 대회                      |
| -------------- | --------------- | ---- | ------- | ------------------------- |
| 2006년 6월 3일 | 무라드 보우지디 | 패   | 3R 판정 | K-1 월드 GP 2006 in seoul |